# Georges Ginesta
Jordi Ginesta dit Georges Ginesta, né le 8 juillet 1942 à Saint-Raphaël (Var), est une personnalité politique française.

## Biographie
Jordi (« Georges ») Ginesta est ingénieur ESTP 1968.
Il est élu député le 16 juin 2002, pour la XIIe législature (2002-2007), dans la cinquième circonscription du Var. Il fait partie du groupe UMP. Il a également été maire de Saint-Raphaël (1995-2017) et président de la Communauté d'agglomération Var Estérel Méditerranée (2013-2017). Il est réélu comme député le 10 juin 2007 dès le premier tour avec 57,17 % des voix.
Le 11 décembre 2008, il devient le nouveau président de la Fédération UMP du Var pour 3 ans après avoir été élu par le comité départemental de son parti lors d'une élection où il fut le seul candidat. Il succède ainsi à Hubert Falco.
Il soutient la candidature de François Fillon pour la présidence de l'UMP lors du congrès d'automne 2012.
Dans Les Frères invisibles, Ghislaine Ottenheimer et Renaud Lecadre indiquent que Georges Ginesta n’a jamais fait mystère de son engagement dans la franc-maçonnerie française.
Il soutient François Fillon pour la Primaire française de la droite et du centre de 2016. Il devient sénateur du Var en septembre 2017, après la démission d'Hubert Falco, qui a préféré conserver son mandat de maire de Toulon.

## Polémiques et enquêtes judiciaires
En juillet 2015, le Canard enchaîné révèle que la maison personnelle de Georges Ginesta, située dans le quartier de Boulouris, a été déclarée par ses soins comme permanence électorale. Le journal satirique révèle qu'il s'agit d'une villa de 240 m² avec piscine à débordement, chambre de maître, terrasse privative et jardin de 2 300 m². Et que ce bien aurait été acquis grâce à l'Indemnité représentative de frais de mandat. Il possèderait également sept appartements et deux villas de luxe entre Saint-Raphaël et Fréjus.
En février 2017, Le Point épingle Georges Ginesta pour conflit d'intérêts et favoritisme lors de l'attribution de marchés publics. En effet, celui-ci accordait le monopole du BTP dans la région de Saint-Raphaël sans appel d'offres à une poignée d'entreprise toutes assurées par l'agence Axa de Georges Ginesta lui-même. Une enquête est ouverte en 2018 pour prise illégale d'intérêt et favoritisme.

## Mandats
- 14 mars 1983 - 19 mars 1989 : membre du conseil municipal de Saint-Raphaël (Var).
- 20 mars 1989 - 18 juin 1995 : adjoint au maire de Saint-Raphaël (Var).
- 19 juin 1995 - 29 septembre 2017 : maire de Saint-Raphaël (Var).
- 23 mars 1998 - 1er août 2002 : vice-président du conseil général du Var.
- 19 juin 2002 - 18 juin 2017 : député de la cinquième circonscription du Var.
- 24 septembre 2017 - 30 septembre 2020 : sénateur du Var.